# Tagounite
Tagounite (franska: Tagounite (CR), Tagounite (Commune Rurale), arabiska: تافتشنا) är en kommun i Marocko.   Den ligger i provinsen Zagora och regionen Drâa-Tafilalet, i den östra delen av landet, 500 km söder om huvudstaden Rabat. Antalet invånare är 17 412.